# Nationalgalerie Bangkok

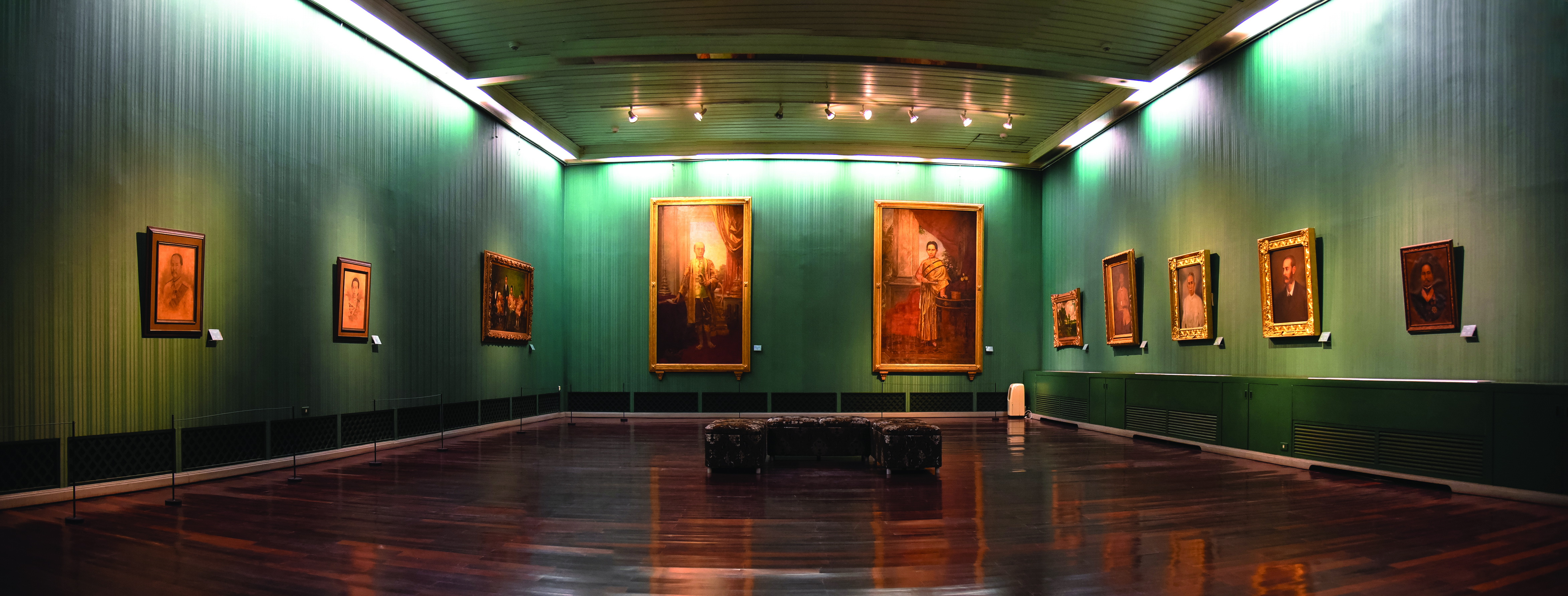
Nationalgalerie Bangkok (2015)

Die Nationalgalerie Bangkok (Thai: พิพิธภัณฑสถานแห่งชาติ หอศิลป์, engl. „The National Gallery“) ist die Nationale Kunstgalerie Thailands.

## Lage
Die Nationalgalerie Bangkok befindet sich am nördlichen Ende des Sanam Luang gegenüber dem Nationaltheater Bangkok. Sie liegt an der Thanon Chao Fa (Prinzen-Straße) im Bezirk (Khet) Phra Nakhon von Bangkok.

## Geschichte
Das heutige Gebäude der Nationalgalerie wurde in der Regierungszeit von König Chulalongkorn (Rama V.) als Münzprägeanstalt errichtet, die bis dahin in einem Gebäude des Großen Palastes untergebracht war. Das neue Gebäude wurde in Anwesenheit des Königs am 4. Februar 1902 eröffnet.
Die Münze wurde in einem westlichen Architektur-Stil aus Ziegelsteinen mit einem Satteldach erbaut. Der Architekt soll sich dabei an einem Fabrikgebäude in Birmingham orientiert haben. Das Gebäude hat zwei Flügel und einen Innenhof, es weist für ein Fabrikgebäude ungewöhnlich reichhaltige Verzierungen auf. Es wurde am 19. September 1978 als ein Nationaldenkmal registriert.
Als 1974 die Königliche Münze zur Thanon Pradipat (Pradipat-Straße) verlegt wurde, erhielt das thailändische Fine Arts Department das Nutzungsrecht. Nach einer Renovierung wurde es zur Nationalgalerie umgebaut, die am 8. August 1977 aus Anlass von Königin Sirikits Geburtstag von Prinzessin Maha Chakri Sirindhorn feierlich eröffnet wurde.

## Ausstellungen
- „The King's Paintings“ – ein Raum ist Werken zweier thailändischer Könige mit künstlerischem Talent gewidmet, König Vajiravudh (Rama VI.) und König Bhumibol Adulyadej (Rama IX.).
- „The Senior Artists' Room“ – hier sind Werke aus den Anfangszeiten der Modernen Kunst in Thailand zu sehen, zum Beispiel Werke von Silpa Bhirasri, Khien Yimsiri[3], Fua (Tongyoo) Haripitak[4], Misiem Yipinsoi[5] und Sawasdi Tantisuk[6].
- „Contemporary Artists' Room“ – zeitgenössische Bilder der Periode seit 1967 von Künstlern wie Chakrabhand Posayakrit[7], Pratuang Emjaroen[8] und Nonthivathn Chandhaphalin[9].
- „Traditional Thai Art“ – der zweite Stock beherbergt eine Sammlung traditioneller Kunst aus der frühen Rattanakosin-Periode.
- „Temporary Exhibition“ – der gesamte Südostflügel ist für wechselnde aktuelle Ausstellungen vorgesehen.